# Albrecht Gürsching
Albrecht Gürsching (* 9. September 1934 in Nürnberg; † Februar 2017) war ein deutscher Komponist und Oboist.

## Leben und Werk
Albrecht Gürsching studierte von 1954 bis 1956 an der Musikhochschule Stuttgart bei Karl Marx Komposition und bei Willy Krümmling Oboe. Er vertiefte seine Studien 1956 bis 1960 an der Nordwestdeutschen Musikakademie in Detmold bei Wilhelm Maler und Günter Bialas im Fach Komposition. 1960 legte er als Schüler Helmut Winschermanns die künstlerische Reifeprüfung für Oboe ab.
Seit 1964 wirkte Albrecht Gürsching als Dozent für Musiktheorie, Oboenspiel und Bläserkammermusik an der Musikhochschule Hamburg. Gürsching bevorzugte in seinen Kompositionen instrumentengerechte Möglichkeiten des Solokonzerts und der Kammermusik.

## Werke von Albrecht Gürsching (Auswahl)
- Concerto piccolo' für zwei Klaviere (1960)
- Klavierkonzert (1967)
- Violinkonzert (1968)
- Violoncellokonzert (1968)
- Rondo für Solo Violine und Streichquartett (1963)
- Quartett für Oboe und Streichtrio (1964)
- Drei Streichquartette (1964, 1965 und 1968)
- Flötensonate (1965)
- Quartett für Oboe, Violine, Violoncello und Klavier (1966)
- Quartett für vier Holzbläser und Schlagzeug (1967)
- Sechs notturni für Oboe und Klavier (1967)
- Oboensonate (1968)
- Septett (1968)